# Polo G
Таурус Тремани Бартлетт (родился 6 января 1999, Чикаго, Иллинойс, США), более известный как Polo G — американский рэпер и певец. Наиболее известен песней «Pop Out». Его дебютный студийный альбом Die a Legend вышел 7 июня 2019, а второй The Goat 15 мая 2020. В 2020 году стал фрешменом в ежегодном списке XXL. Псевдоним Polo G был выбран из-за любви артиста к бренду Polo.

## Ранняя жизнь
Polo G родился в старой местности Чикаго 6 января 1999 года. Он рос со своими братьями и сёстрами в районе под названием Marshall Field Garden Apartments. Он утверждает, что Лил Уэйн является его главным вдохновителем. Он также слушал Gucci Mane, Lil Durk, G Herbo и Chief Keef, когда рос.

## Стиль музыки
Изначально Polo G исполнял музыку в жанре дрилл. Его стиль был похож на G Herbo и Young Pappy. Однако позже он стал более мелодичным, став похожим на Lil Durk и A Boogie wit da Hoodie.

## Музыкальная карьера
Изначально Таурус был известен благодаря трекам в стиле дрилл. Позже он был арестован и приговорен к 2 месяцам тюрьмы за хранение наркотиков. После освобождения стиль Polo G поменялся на более мелодичный.
В 2018 выпустил сингл «Finer Things», текст к которому он написал будучи в тюрьме.
В начале 2019 была выпущена песня совместно с Lil Tjay «Pop Out», после которой получил мировую известность. 7 июня 2019 года был выпущен дебютный студийный альбом Die a Legend, он занял 6 место в чарте Billboard 200.
15 мая 2020 года Polo G выпустил второй студийный альбом, The Goat.
11 июня 2021 года был выпущен третий студийный альбом Hall of Fame.

## Влияние на общество
В интервью для XXL, Polo G говорит, что в свои треки он всегда вкладывает посыл для всего мира, именно это, по его мнению, отличает его от других рэперов. Вдохновителями Тауруса являются Лил Уэйн и Тупак Шакур.

## Личная жизнь
Бартлетт имеет сына, который родился 6 июля 2019 года.
Он был госпитализирован 12 августа 2019 года в критическом состоянии от передозировки наркотических средств. После смерти его друга Juice WRLD он перестал употреблять экстази и ксанакс.

## Дискография

### Студийные альбомы
| Название     | Детали                                                                               | Высшая позиция в чарте | Высшая позиция в чарте | Высшая позиция в чарте | Высшая позиция в чарте | Высшая позиция в чарте | Высшая позиция в чарте | Высшая позиция в чарте | Высшая позиция в чарте | Сертификация            |
| Название     | Детали                                                                               | US                     | US R&B/HH              | US Rap                 | AUS                    | CAN                    | NLD                    | NZ                     | UK                     | Сертификация            |
| ------------ | ------------------------------------------------------------------------------------ | ---------------------- | ---------------------- | ---------------------- | ---------------------- | ---------------------- | ---------------------- | ---------------------- | ---------------------- | ----------------------- |
| Die a Legend | - Выпущен: 7 июня 2019 - Лейбл: Columbia - Формат: Цифровая загрузка, стриминг       | 6                      | 2                      | 1                      | —                      | 8                      | 83                     | —                      | —                      | - RIAA: Gold - MC: Gold |
| The Goat     | - Выпущен: 15 мая 2020 - Лейбл: Columbia - Форматы: Цифровая загрузка, стриминг      | 2                      | 2                      | 2                      | 10                     | 2                      | 11                     | 20                     | 6                      |                         |
| Hall of Fame | - Выпущен: 11 июня 2021 - Лейбл: Columbia - Форматы: CD, цифровая загрузка, стриминг | 1                      | 1                      | 1                      | 3                      | 2                      | 3                      | 2                      | 3                      |                         |

### Делюкс-альбомы
| Название         | Детали                                                                                                 |
| ---------------- | --- |
| Hall of Fame 2.0 | - Должен быть выпущен 3 декабря 2021 года - Лейбл: Columbia - Форматы: CD, цифровая загрузка, стриминг |

### Синглы

#### Как главный исполнитель
| Название                                                                            | Год  | Высшая позиция в чарте | Высшая позиция в чарте | Высшая позиция в чарте | Высшая позиция в чарте | Высшая позиция в чарте | Высшая позиция в чарте | Высшая позиция в чарте | Высшая позиция в чарте | Альбом             |
| Название                                                                            | Год  | US                     | US R&B/HH              | US Rap                 | AUS                    | CAN                    | IRE                    | NZ Hot                 | UK                     | Альбом             |
| ----------------------------------------------------------------------------------- | ---- | ---------------------- | ---------------------- | ---------------------- | ---------------------- | ---------------------- | ---------------------- | ---------------------- | ---------------------- | ------------------ |
| «Hollywood»                                                                         | 2018 | —                      | —                      | —                      | —                      | —                      | —                      | —                      | —                      | Внеальбомный сингл |
| «Finer Things»                                                                      | 2019 | —                      | —                      | —                      | —                      | —                      | —                      | —                      | —                      | Die a Legend       |
| «Battle Cry»                                                                        | 2019 | —                      | —                      | —                      | —                      | —                      | —                      | —                      | —                      | Die a Legend       |
| «Pop Out» (при участии Lil Tjay)                                                    | 2019 | 11                     | 7                      | 5                      | 82                     | 12                     | 61                     | —                      | 41                     | Die a Legend       |
| «Deep Wounds»                                                                       | 2019 | —                      | —                      | —                      | —                      | —                      | —                      | —                      | —                      | Die a Legend       |
| «Pop Out Again» (при участии Lil Baby и Gunna)                                      | 2019 | —                      | —                      | —                      | —                      | —                      | —                      | —                      | —                      | Die a Legend       |
| «Heartless» (при участии Mustard)                                                   | 2019 | —                      | —                      | —                      | —                      | —                      | —                      | —                      | —                      | The Goat           |
| «First Place» (совместно с Lil Tjay)                                                | 2020 | —                      | —                      | —                      | —                      | —                      | —                      | —                      | —                      | Внеальбомный сингл |
| «Go Stupid» (совместно с Stunna 4 Vegas и NLE Choppa при участии Mike Will Made It) | 2020 | 60                     | 29                     | 20                     | —                      | 28                     | 97                     | 17                     | —                      | The Goat           |
| «DND»                                                                               | 2020 | 84                     | 37                     | —                      | —                      | —                      | —                      | 33                     | —                      | The Goat           |
| «Wishing for a Hero» (при участии BJ the Chicago Kid)                               | 2020 | —                      | —                      | —                      | —                      | —                      | —                      | 29                     | —                      | The Goat           |
| «Martin & Gina»                                                                     | 2020 | 61                     | 22                     | 22                     | —                      | 52                     | 48                     | 23                     | 66                     | The Goat           |
| «Epidemic»                                                                          | 2020 | 47                     | 17                     | 16                     | —                      | 41                     | 46                     | 8                      | 54                     | Hall Of Fame       |
| «GNF (OKOKOK)»                                                                      | 2021 | —                      | —                      | —                      | —                      | —                      | —                      | —                      | —                      | Hall Of Fame       |
| «Headshot» (совместно с Lil Tjay и Fivio Foreign)                                   | 2021 | 42                     | 21                     | 15                     | 70                     | 16                     | 39                     | 7                      | 40                     | Destined 2 Win     |
| «Rapstar»                                                                           | 2021 | 1                      | 1                      | 1                      | 4                      | 1                      | 2                      | 1                      | 3                      | Hall of Fame       |
| «Gang Gang» (совместно с Лилом Уэйном)                                              | 2021 | 33                     | 13                     | 9                      | 67                     | 34                     | 42                     | 7                      | 56                     | Hall of Fame       |
| «Waves» (совместно с Gunna)                                                         | 2021 | —                      | —                      | —                      | —                      | —                      | —                      | —                      | —                      | Culture Jam        |
| «Better Days» (совместно с Neiked и Mae Muller)                                     | 2021 | 29                     | —                      | —                      | 16                     | 26                     | 20                     | 3                      | 32                     | Внеальбомный сингл |
| «Bad Man (Smooth Criminal)»                                                         | 2021 | 49                     | 10                     | 7                      | 48                     | 39                     | 37                     | 7                      | 47                     | Hall of Fame 2.0   |
| «Distraction»                                                                       | 2022 | 39                     | 7                      | 7                      | —                      | 31                     | 70                     | 7                      | 66                     | TBA                |
| «Bag Talk»                                                                          | 2022 | —                      | 41                     | —                      | —                      | —                      | —                      | 20                     | —                      | TBA                |

#### Как гостевой исполнитель
| Название                                                          | Год  | Альбом                    |
| ----------------------------------------------------------------- | ---- | ------------------------- |
| «Caroline» (Calboy при участии Polo G)                            | 2019 | Wildboy                   |
| «Eternal Living» (Lil Poppa при участии Polo G)                   | 2019 | Under Investigation 2     |
| «Marvelous» (Quando Rondo при участии Polo G)                     | 2020 | QPac                      |
| «Free Melly» (Lil Gotit при участии Polo G)                       | 2020 | Superstar Creature        |
| «3 Headed Goat» (Lil Durk при участии Lil Baby и Polo G)          | 2020 | Just Cause Y'all Waited 2 |
| «Fake Love» (Calboy при участии Polo G)                           | 2020 | Long Live the Kings       |
| «Whatchu On Today» (Bankrol Hayden при участии Polo G)            | 2020 | Pain is Temporary         |
| «Doors Unlocked» (Murda Beatz при участии Polo G и Ty Dolla Sign) | 2020 | Внеальбомный сингл        |
| «Bookbag 2.0» (BigKayBeezy при участии Polo G)                    | 2020 | Bad Intentions            |
| «Bop It» (Fivio Foreign при участии Polo G)                       | 2020 | TBA                       |
| «The Code» (King Von при участии Polo G)                          | 2020 | Welcome to O'Block        |
| «Goat Talk 2» (Hotboii при участии Polo G)                        | 2020 | Внеальбомный сингл        |

### Другие песни из чартов
| Название                                                                         | Год  | Высшая позиция в чарте | Высшая позиция в чарте | Высшая позиция в чарте | Высшая позиция в чарте | Высшая позиция в чарте | Альбом                    |
| Название                                                                         | Год  | US                     | CAN                    | IRE                    | NZ Hot                 | UK                     | Альбом                    |
| -------------------------------------------------------------------------------- | ---- | ---------------------- | ---------------------- | ---------------------- | ---------------------- | ---------------------- | ------------------------- |
| «Through da Storm»                                                               | 2019 | —                      | —                      | —                      | —                      | —                      | Die a Legend              |
| «3 Headed Goat» (Lil Durk при участии Lil Baby и Polo G)                         | 2020 | 43                     | 77                     | —                      | 38                     | —                      | Just Cause Y'all Waited 2 |
| «Don’t Believe the Hype»                                                         | 2020 | 88                     | —                      | —                      | —                      | —                      | The Goat                  |
| «Martin & Gina»                                                                  | 2020 | 61                     | 98                     | —                      | 28                     | —                      | The Goat                  |
| «Flex» (при участии Juice Wrld)                                                  | 2020 | 30                     | 60                     | 75                     | 8                      | 91                     | The Goat                  |
| «21»                                                                             | 2020 | 62                     | 97                     | —                      | —                      | —                      | The Goat                  |
| «33»                                                                             | 2020 | 93                     | —                      | —                      | —                      | —                      | The Goat                  |
| «I Know»                                                                         | 2020 | 95                     | —                      | —                      | —                      | —                      | The Goat                  |
| «Beautiful Pain (Losin My Mind)»                                                 | 2020 | 92                     | —                      | —                      | 26                     | —                      | The Goat                  |
| «Be Something» (при участии Lil Baby)                                            | 2020 | 57                     | 90                     | —                      | —                      | —                      | The Goat                  |
| «Hate the Other Side» Juice WRLD и Marshmello при участии Polo G и The Kid Laroi | 2020 | 10                     | 12                     | —                      | 3                      | —                      | Legends Never Die         |

## Фильмография
| Год  | Название                   | Роль        | Примечания |
| ---- | -------------------------- | ----------- | ---------- |
| 2021 | Juice WRLD: Into the Abyss | Самого себя | [ 65 ]     |

### Комментарии
1. ↑  "Heartless" не попал в чарт Billboard Hot 100, но достиг номера 3 в чарте Bubbling Under Hot 100.[51]
2. ↑  "Wishing for a Hero" не попал в чарт Billboard Hot 100, но достиг номера семь в чарте Bubbling Under Hot 100.[51]
3. ↑  "Through da Storm" не попал в чарт Billboard Hot 100, но достиг номера 25 в чарте Bubbling Under Hot 100.[51]